# Вацкое
Ва́цкое — деревня в Арзамасском районе Нижегородской области. Входит в состав Бебяевского сельсовета.

## Общие сведения
Располагается рядом с селом Ленинским. Деревня окружена пахотными полями, к югу деревни прилегает овраг.

## Население
| 2002 | 2010 |
| ---- | ---- |
| 4    | ↘2   |

## Улицы
- ул. Мира